# 객실 서비스

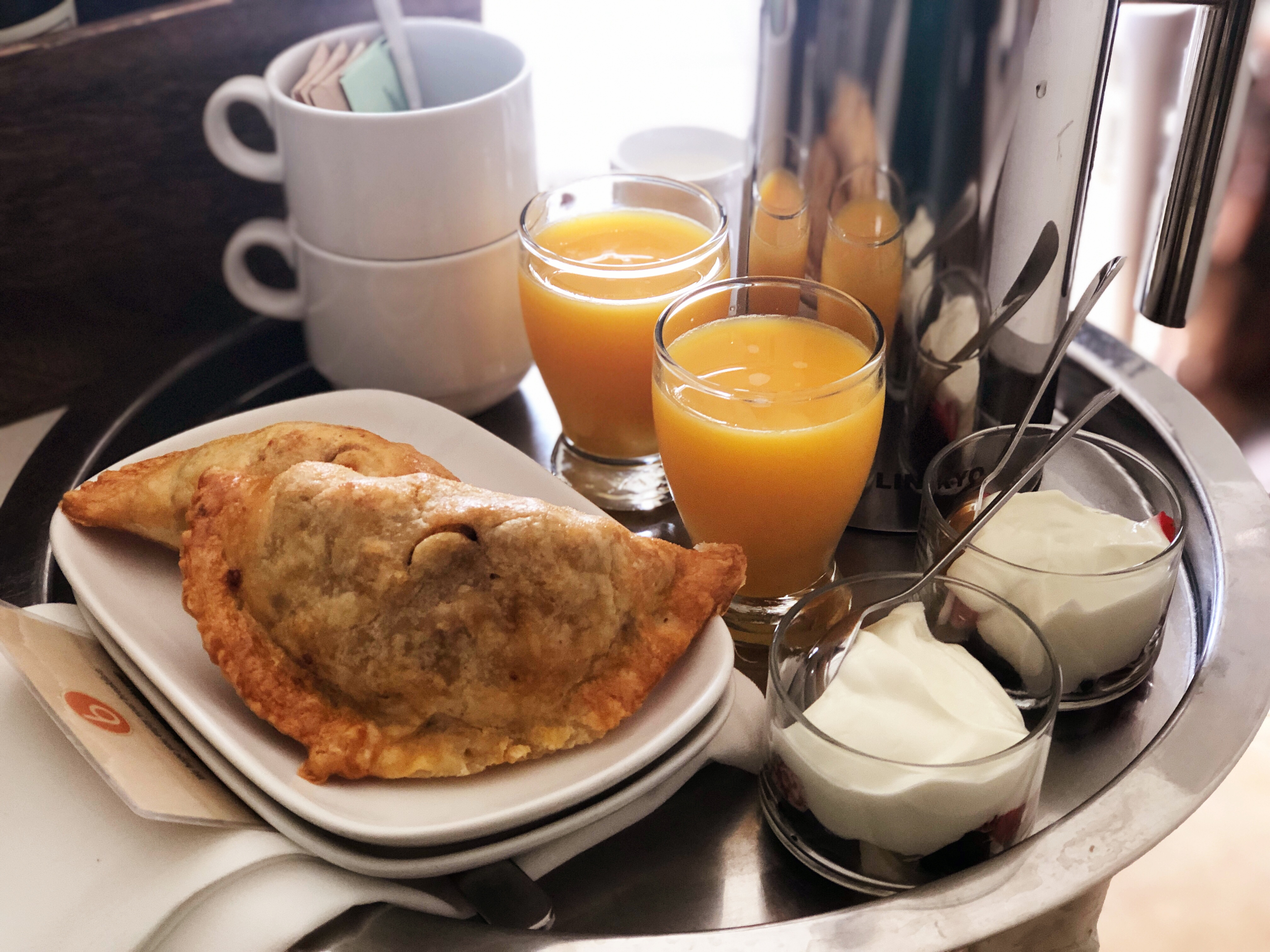
미국 캘리포니아주 분 호텔 + 스파에서 맞은 룸 서비스

객실 서비스(Room service)는 호텔의 객실 내에서 고객의 요청에 따라 음료, 식사 등을 보내주는 종사원 또는 호텔의 객실에서 하는 식사 서비스이다. 이용료는 일반 메뉴 요금대비 10~15% 정도 높은 단가로 책정되어 있다.